# Chafee (Schiff)
Die USS Chafee (DDG-90) ist ein Zerstörer der United States Navy und gehört der Arleigh-Burke-Klasse an. Sie ist nach dem Politiker John Chafee benannt.

## Geschichte
Die Chafee wurde 1998 in Auftrag gegeben und 2001 bei Bath Iron Works auf Kiel gelegt. Nach einer Bauzeit von 18 Monaten wurde der Zerstörer vom Stapel gelassen. Taufpatinnen waren Chaffees Witwe Virginia und Diane Blair, Ehefrau vom damaligen Admiral Dennis C. Blair. Im Oktober 2003 erfolgte die offizielle Indienststellung bei der United States Navy. Die gesamte Bauzeit des Schiffes wurde von einem Team von Discovery Channel begleitet, das die Dokumentation Destroyer: Forged in Steel gedreht hat. Das Schiff ist benannt nach dem ehemaligen Senator John Chafee, der 1999 verstorben ist und als Marine auf Guadalcanal diente. Die Chafee ist in Pearl Harbor stationiert.
2004 fuhr der Zerstörer vor der Küste Südkaliforniens Übungen in der Kampfgruppe um die Nimitz. Am 20. Mai 2005 begann dann ein sechsmonatiger Einsatz mit der Nimitz im Rahmen des Krieges gegen den Terrorismus. Am 1. Juni 2007 beschoss die Chafee ein somalisches Dorf in der Region Puntland mit ihren Bordgeschützen. Ziel waren die Drahtzieher der Terroranschläge auf die Botschaften der Vereinigten Staaten in Daressalam und Nairobi.
Im August war der Zerstörer dann Teil der Übung Valiant Shield. Mit der Nimitz verlegte die Chafee Anfang 2008 in den Westpazifik, um die eigentlich dort fahrende Kitty Hawk zu ersetzen, die ins Trockendock musste. Im April legte sie mit der Kampfgruppe zum Hafenbesuch in Hongkong an. 2009 nahm die Chafee an einer CARAT-Übung mit den Marinen Singapurs und Malaysias teil, im August 2011 dann an der Seattler Seafair. Im Februar 2012 war sie Teil der US-Kräfte bei der Übung Cobra Gold vor der Küste Thailands.